# Alpeltalhütte
Die Alpeltalhütte liegt auf 1100 m ü. NHN Höhe in Hinterbrand am Ende der Scharitzkehlstraße und ist mit dem Pkw von Berchtesgaden aus erreichbar. Das ehemalige Schutzhaus des Naturfreunde Deutschland war ein Ausgangspunkt für die Besteigung des Hohen Göll über den Alpeltalsteig oder um in das Gebiet rund um den Jenner zu gelangen.

## Geschichte
Die Hütte wurde 1919 von den Naturfreunden Deutschlands erbaut. Durch das Verbot der Naturfreunde während der Zeit des Nationalsozialismus wurde die Alpeltalhütte 1934 beschlagnahmt und 1935 bis 1946 von der Sektion Berchtesgaden des DuOeAV betreut. 1954 bis 1963 und 1987 wurde die Hütte jeweils neu gebaut. Bis zum Bau der Straße vom Obersalzberg nach Hinterbrand war sie ein wichtiger Stützpunkt für Touren im Göllgebiet. Die Hütte bot 42 Schlafplätze, davon 22 Lager. Im Jahre 2008 schließlich verkauften die Naturfreunde die Hütte an eine Privatperson.

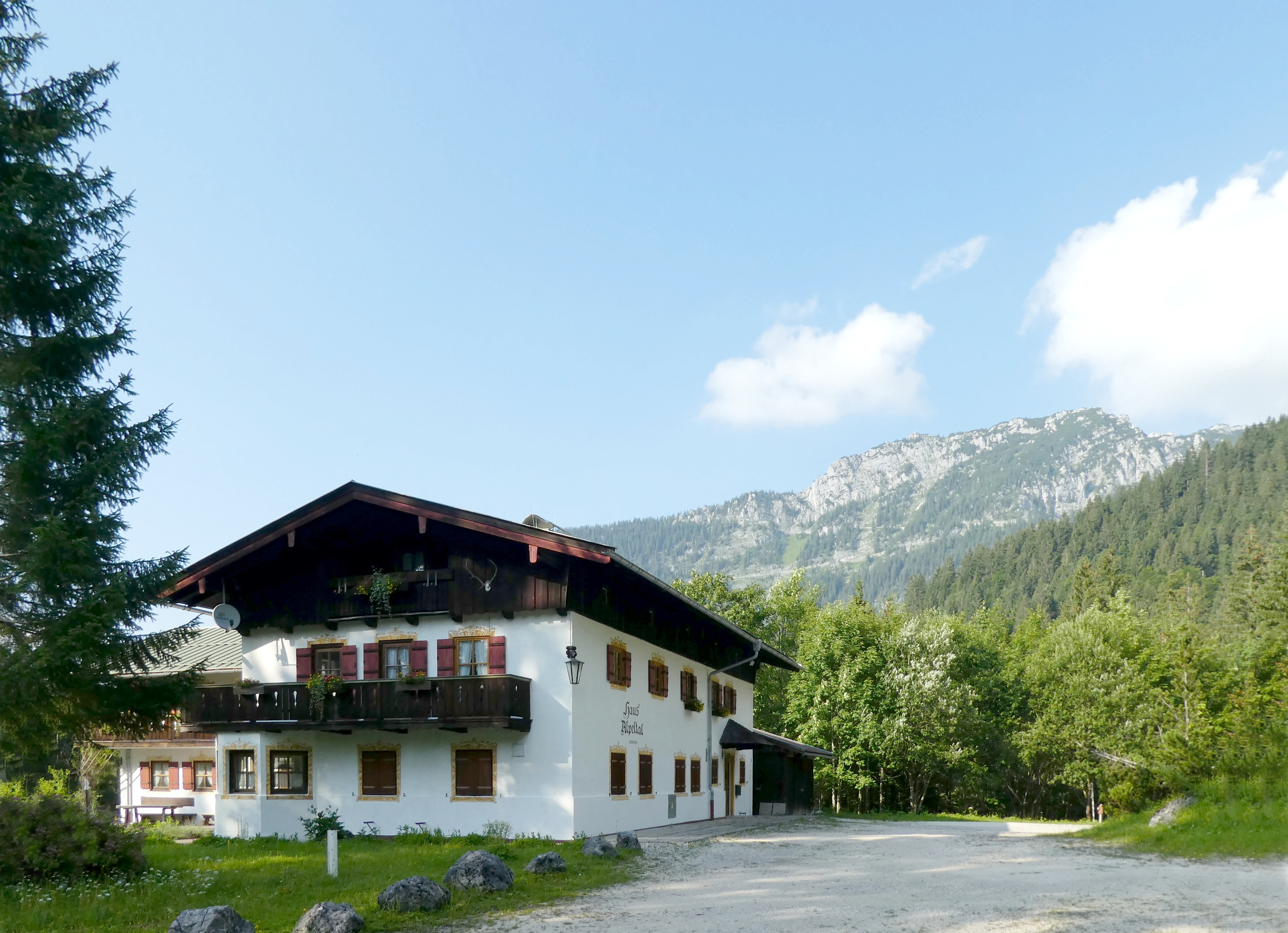
Alpeltalhütte, im Hintergrund der Kehlstein
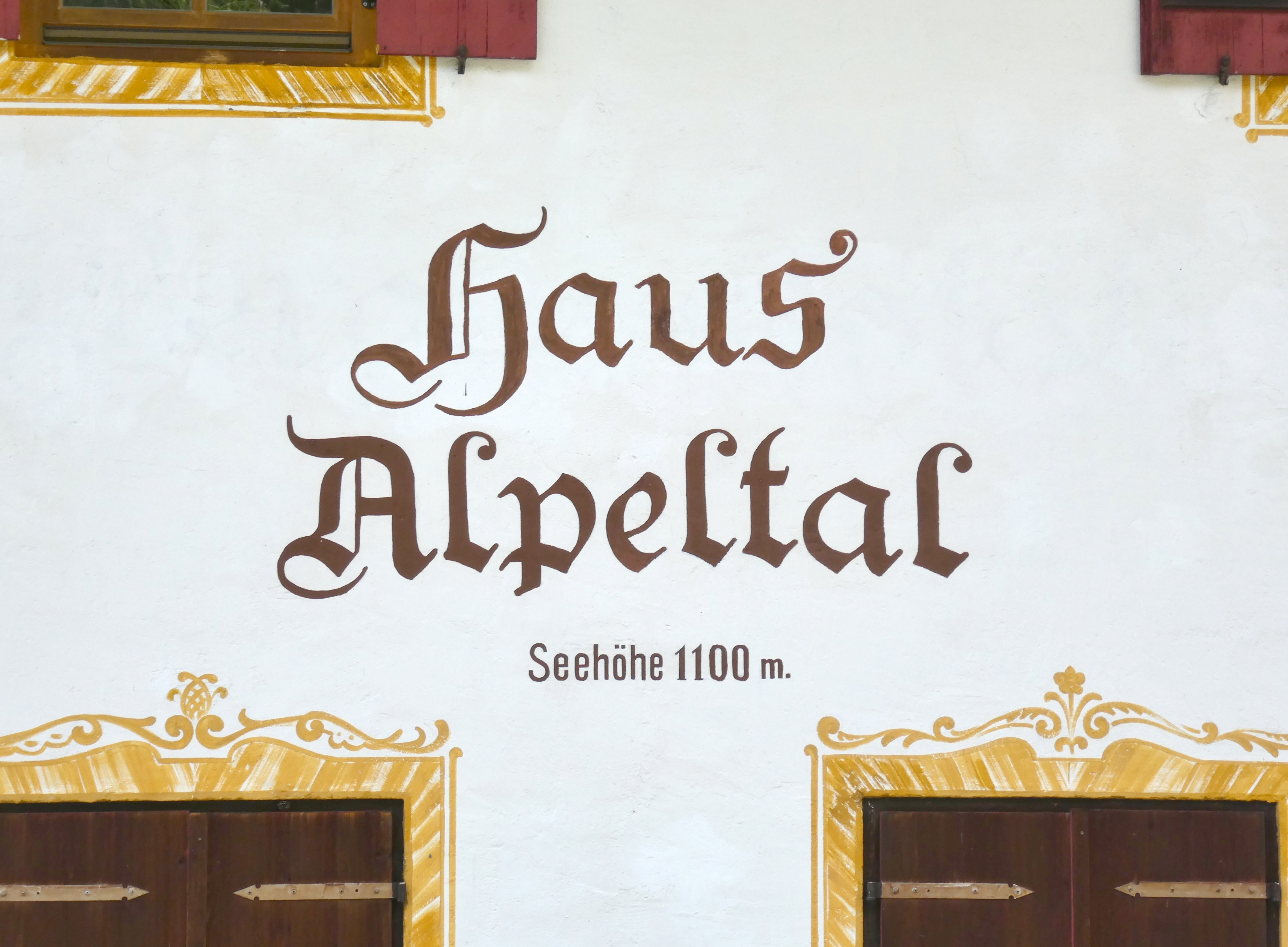
Hinweistafel an der Alpeltalhütte

## Zugänge
Anmerkung: der große Parkplatz in Hinterbrand (1100 m) ist gebührenpflichtig!
- von Berchtesgaden über Hochlenzer, Graflhöhe und Dürreck, leicht, Gehzeit: 2½ Stunden
- von Schönau am Königssee über Schwöb, Faselsberg und Vorderbrand, leicht, Gehzeit: 1½ Stunden
- von Königssee über Holz, Krautkasergraben und Göllhäusl, leicht, Gehzeit: 1½ Stunden

## Übergänge
- Dr.-Hugo-Beck-Haus (1260 m), leicht, Gehzeit: 45 Minuten
- Stahlhaus (1740 m) über Mitterkaseralm, leicht, Gehzeit: 2 Stunden
- Schneibsteinhaus (1670 m) über Mitterkaseralm, leicht, Gehzeit: 2 Stunden
- Gotzenalm (1690 m) über Höhenweg, Priesbergalm, Hirschenlauf, mittel, Gehzeit: 3½ Stunden

## Gipfelbesteigungen
- Jenner (1875 m) über Mitterkaseralm und Jennerhaus, leicht, Gehzeit: 2½ Stunden
- Hoher Göll (2523 m) über Alpeltalsteig, Umgäng und Göllscharte, schwierig, Gehzeit: 4 Stunden
- Hohes Brett (2340 m) über Mitterkaseralm, Südflanke und Jägerkreuz, mittel, Gehzeit: 3½ Stunden
- Schneibstein (2275 m) über Mitterkaseralm, Schneibsteinhaus und Teufelsgemäuer, mittel, Gehzeit: 4 Stunden

## Winter
Zur kalten Jahreszeit lohnen sich rund um die Alpeltalhütte besonders Winterwanderungen, Schneeschuhtouren und Skitouren, aber es gibt auch Langlaufloipen im Scharitzkehl und alpine Skipisten am nahen Jenner.